# Derovatellus lugubris
Derovatellus lugubris är en skalbaggsart som beskrevs av Guignot 1955. Derovatellus lugubris ingår i släktet Derovatellus och familjen dykare. Inga underarter finns listade i Catalogue of Life.